# Рідне (Ізюмський район)
Рі́дне — село в Україні, у Барвінківській міській громаді Ізюмського району Харківської області. Населення становить 632 осіб. До 2020 орган місцевого самоврядування — Рідненська сільська рада.

## Географія
Село Рідне знаходиться на півдні Харківської області за 10 км від м Барвінкове поряд з автомобільною дорогою Т 2122.

## Населення

### Мова
Розподіл населення за рідною мовою за даними перепису 2001 року:
| Мова       | Кількість | Відсоток |
| ---------- | --------- | -------- |
| українська | 588       | 93.04%   |
| російська  | 41        | 6.49%    |
| вірменська | 3         | 0.47%    |
| Усього     | 632       | 100%     |

## Історія
Навколо села, на полях зареєстровано, як археологічні пам'ятки, 11 курганів, однак саме село виникло в радянські часи в період заснування радянських сільськогосподарських господарств. Раніше це село було підпорядковане Новодмитрівській сільраді, а зі зростанням могутності, як центральної садиби держплемзаводу «Іллічівка», воно саме перетворюється на центр сільської ради.
У 1961—1966 роках біля села Ново-Дмитрівка в розрізі вугільної товщини виявлено 14 бурово-гільних лінз, згрупованих у п'яти продуктивних горизонтах. Глибина залягання основного горизонту 8-100 м на крилах та 350—400 м у центральній частині. Загальні запаси родовища по категоріях А+В+С складають близько 390 млн тонн.
Гідрогеологічні умови родовища розцінюються як складні, у зв'язку з наявністю великої кількості водоносних горизонтів. Родовище до цього часу не розроблялося.
В селі є Будинок культури, бібліотека, адміністративний центр, магазин й інші об'єкти соціально-культурного призначення. В селі працює загальноосвітня І — III ступенів школа.
12 травня 2016 року Верховна Рада підтримала перейменування села Іллічівка на Рідне в рамках декомунізації. 22 травня 2016 року перейменування набуло чинності.
12 червня 2020 року, відповідно до Розпорядження Кабінету Міністрів України  № 725-р «Про визначення адміністративних центрів та затвердження територій територіальних громад Харківської області», увійшло до складу Барвінківської міської територіальної громади.
19 липня 2020 року, в результаті адміністративно-територіальної реформи та ліквідації Барвінківського району, село увійшло до складу Ізюмського району.
У 2022 році село постраждало внаслідок російських обстрілів.

## Відомі люди
В селі Пашкове у лютому 1933 року народилася українська актриса, народна артистка УРСР з 1979 року Мірошніченко Тетяна Кузьмівна. Після закінчення Харківського інституту мистецтв у 1965 році працювала у Запорізькому українському музично-драматичному театрі їм. М. Щорса. Зіграла ролі: Юнони в «Енеїді» поставленої за І. Котляревським, Касандри в однойменній п'єсі Л. Українки, Марусі — в п'єсі, поставленій самим Старицьким, «Маруся Богуславка».